# Bolívia az 1968. évi nyári olimpiai játékokon
Bolívia a mexikói Mexikóvárosban megrendezett 1968. évi nyári olimpiai játékok egyik részt vevő nemzete volt. Az országot az olimpián 3 sportágban 4 sportoló képviselte, akik érmet nem szereztek.

## Kajak-kenu
Férfi
| Versenyző          | Versenyszám        | Előfutam      | Előfutam      | Előfutam      | Vigaszág     | Vigaszág     | Vigaszág     | Elődöntő | Elődöntő | Elődöntő | Döntő   | Döntő    |
| Versenyző          | Versenyszám        | Idő           | Hely.         | Össz.         | Idő          | Hely.        | Össz.        | Idő      | Hely.    | Össz.    | Idő     | Helyezés |
| ------------------ | ------------------ | ------------- | ------------- | ------------- | ------------ | ------------ | ------------ | -------- | -------- | -------- | ------- | -------- |
| Fernando Inchauste | Kajak egyes 1000 m | nem ért célba | nem ért célba | nem ért célba | visszalépett | visszalépett | visszalépett | kiesett  | kiesett  | kiesett  | kiesett | kiesett  |

## Lovaglás
Díjugratás
| Versenyző             | Ló     | Versenyszám | 1. forduló | 1. forduló | 2. forduló | 2. forduló | Összesen | Összesen |
| Versenyző             | Ló     | Versenyszám | Pont       | Hely.      | Pont       | Hely.      | Pont     | Helyezés |
| --------------------- | ------ | ----------- | ---------- | ---------- | ---------- | ---------- | -------- | -------- |
| Roberto Nielsen-Reyes | Ukamau | Egyéni      | 24,00      | 34.        | kiesett    | kiesett    | 24,00    | 34.      |

## Sportlövészet
Nyílt
| Versenyző       | Versenyszám | Pont | Helyezés |
| --------------- | ----------- | ---- | -------- |
| Carlos Asbun    | Trap        | 163  | 51.      |
| Ricardo Roberts | Trap        | 161  | 52.      |